# HerkulesGroup
Die HerkulesGroup ist eine Gruppe von Werkzeugmaschinenherstellern mit Hauptsitz in Siegen. Insgesamt arbeiten in der Gruppe weltweit rund 1.500 Mitarbeiter (Stand 2021). Gefertigt werden Walzenschleifmaschinen, Walzentexturiermaschinen, Horizontaldrehmaschinen, Vertikaldrehmaschinen, Portalfräsmaschinen und Bohrwerke. Dazu kommen Sondergetriebe, Mess- und Prüfsysteme, Maschinensteuerungen und Leistungselektronik. 
Die vier Hauptproduktionsstätten liegen in Deutschland (Siegen, Meuselwitz und Sonthofen). Außerdem hat die HerkulesGroup Produktionsunternehmen in Österreich, den USA und Indien sowie Verkaufs- und Serviceniederlassungen in China, Japan, Russland, Brasilien, Südkorea, Singapur und Tschechien.
Seit ihrer Gründung ist die HerkulesGroup in Familienbesitz und wird von der Eigentümerfamilie geführt. Maximilian Thoma leitet die Gruppe als Geschäftsführer in vierter Generation.

## Produktions- und Serviceunternehmen der HerkulesGroup
- Maschinenfabrik Herkules in Siegen (Hersteller von Walzenbearbeitungs- und Drehmaschinen)
- Maschinenfabrik Herkules Meuselwitz in Meuselwitz (Hersteller von Walzenbearbeitungsmaschinen, Drehmaschinen, Roll Shop Equipment und Horizontalbohrwerken)
- Herkules USA in Ford City, Pennsylvania, USA (Hersteller von Walzenbearbeitungs- und Drehmaschinen)
- WaldrichSiegen in Siegen (Hersteller von Portalfräsmaschinen, Horizontaldrehmaschinen, Vertikaldrehmaschinen, Walzenschleifmaschinen und Texturiermaschinen)
- HerkulesGroup Services GmbH in Siegen (Dienstleistungsunternehmen der HerkulesGroup)
- Union Werkzeugmaschinen GmbH Chemnitz in Chemnitz (Servicegesellschaft für Bohrwerke und Fahrständerfräsmaschinen der Marke Union)
- RSGetriebe in Sonthofen (Hersteller von Sondergetrieben)
- HCC/KPM in Siegen und Ford City, Pennsylvania, USA (Hersteller von Maschinensteuerungen sowie Mess- und Prüfsystemen)
- SBA mechatronics in Weikersdorf, Österreich (Spezialist für Modernisierungen von Walzenschleifmaschinen)
- PowerSparks in Berghaupten (Hersteller von Generatoren und Leistungselektronik)
- KPM in Ford City, Pennsylvania, USA (Spezialist für Modernisierungen von Walzenschleifmaschinen und Fräsmaschinen)
- Deutsche Maschinen India in Kalkutta, Indien
- Jiaxing GMT German Machine Tools in Jiaxing, China

## Geschichte
Ursprungsunternehmen der Gruppe ist die Maschinenfabrik Herkules, die 1911 in Siegen gegründet wurde. Aus ihr entwickelte sich durch strategische Zukäufe und die Gründung neuer Unternehmen die HerkulesGroup. 
Im Jahr 1992 wurde die Maschinenfabrik Herkules Meuselwitz in Thüringen übernommen, was die Produktionskapazitäten verdoppelte. Mit Herkules USA folgte 1996 die erste Produktionsstätte in Amerika. HCC/KPM entstand 1999 aus dem Zusammenschluss der beiden Unternehmen Herkules Controls Corporation und Kube Plekker Microsystems. 2004 wurde der Wettbewerber WaldrichSiegen in die Unternehmensgruppe integriert. Das indische Produktionsunternehmen Deutsche Maschinen India wurde 2007 gegründet. 
2011 erfolgte zur Erweiterung des Produktportfolios die Übernahme der Union Werkzeugmaschinen GmbH Chemnitz. 2012 wurde RSGetriebe in Sonthofen übernommen und 2014 SBA mechatronics in Weikersdorf/Österreich. Das Unternehmen PowerSparks wurde 2015 in Berghaupten gegründet. 